# Université des Émirats arabes unis

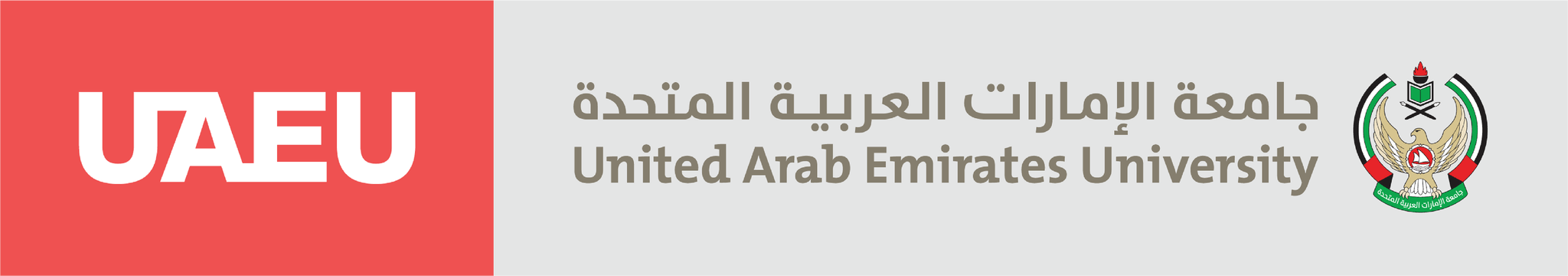

L'université des Émirats arabes unis (en arabe : جامعة الإمارات العربية المتحدة, en anglais : United Arab Emirates University ou UAEU) est une université publique émiratie fondée en 1976 à Al-Aïn par Zayed ben Sultan Al Nahyane.

## Histoire
L'université des Émirats arabes unis est créée en 1976, peu après l'indépendance et la fondation de la fédération. Elle ouvrira ses portes en 1977, avec 4 facultés : Arts (actuellement Humanités et Sciences Sociales), Sciences, Education, et Sciences Administratives et Politiques (actuellement Commerce et Économie). Plusieurs autres facultés furent établies au cours des années : Shari’ah et Droit, en 1978 ; Sciences de l’Agriculture et Ingénierie, en 1980 ; Médecine et Sciences de la Santé, en 1986 ; et Technologies de l’Information, en 2000. Le premier programme de master fut établi à la Faculté de Sciences en 1991, et le premier doctorat en 2009.

## Personnalités liées à l'université
- Lihadh Al-Gazali, généticienne irakienne.
- Nawar Mahmoud, personnalité politique bahreïnie.

## Classements
En 2012, QS World nomme l'UAEU l'une des 50 meilleures universités fondées dans les 50 dernières années, au rang no 48. Pour l'année 2019/2020, elle est classée parmi les 500 meilleures universités au monde : au no 329 pour QS World et au no 301-350 pour Times Higher Education.